# أبو منجل حدادة
الحدادة أو أبو منجل الحدادة  (باللاتينية: Bostrychia hagedash) هو طائر من جنس Bostrychia والذي ينتمي إلى فصيلة أبو منجليات، وهو طائر كبير (حوالي 76 سم) أما لون ريشه فهو بني داكن نهاية الأجنحة بالأسود وعينين سوداوين ومنقار جزء منه أحمر والباقي يتبع لون ريشه. تالساقين سوداوين محمرين.

## أماكن تواجده
تم العثور على هذا النوع في جميع الأراضي المفتوحة كالسافانا والغابات الاستوائية في السودان وإثيوبيا والسنغال وأوغندا وتنزانيا والغابون وزائير والكاميرون وغامبيا وكينيا والصومال وجنوب أفريقيا، وكذلك في المتنزهات والحدائق في المدن الكبيرة.

## وصفه
لدى هذا الطائر صوت عال متميز ومعترف به (haa-haa-haa-de-dah) ويشمع أثناء طيران هذا النوع ،ومن هنا جاءت تسميته ، ويتغذى بشكل رئيسي على ديدان الأرض باستخذام منقاره الرفيع.كما أنه يأكل الحشرات الكبيرة وكذلك العناكب والزواحف الصغيرة. وهذا النوع ليس من الطيور المهددة بالانقراض.

## صور

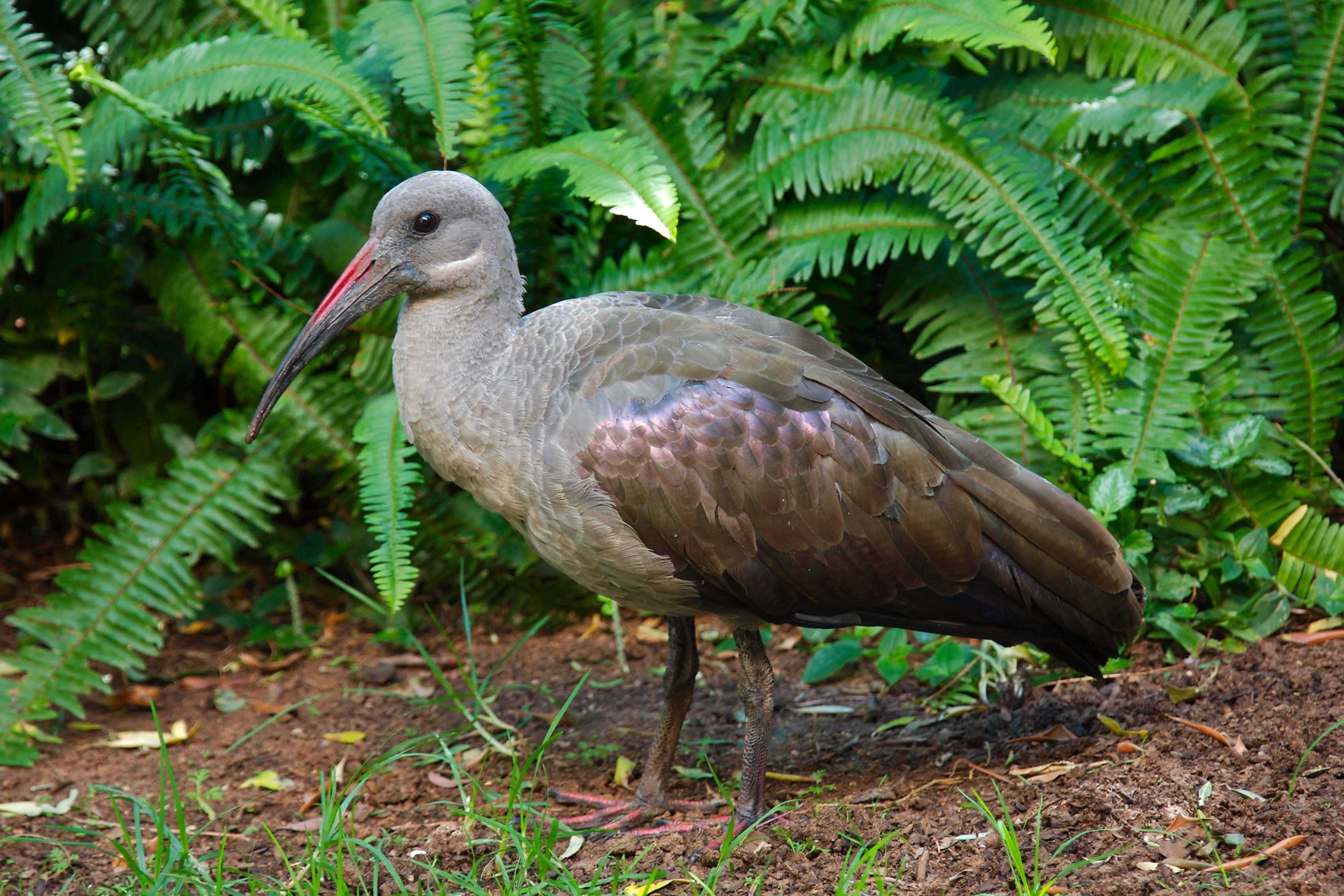
جوهانسبورغ ،جنوب أفريقيا
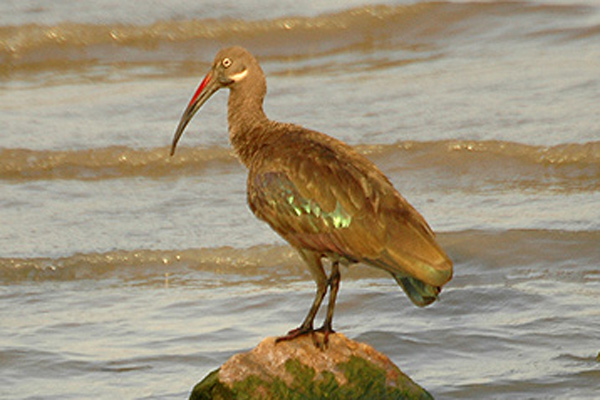
أونتبي ،جنوب أفريقيا
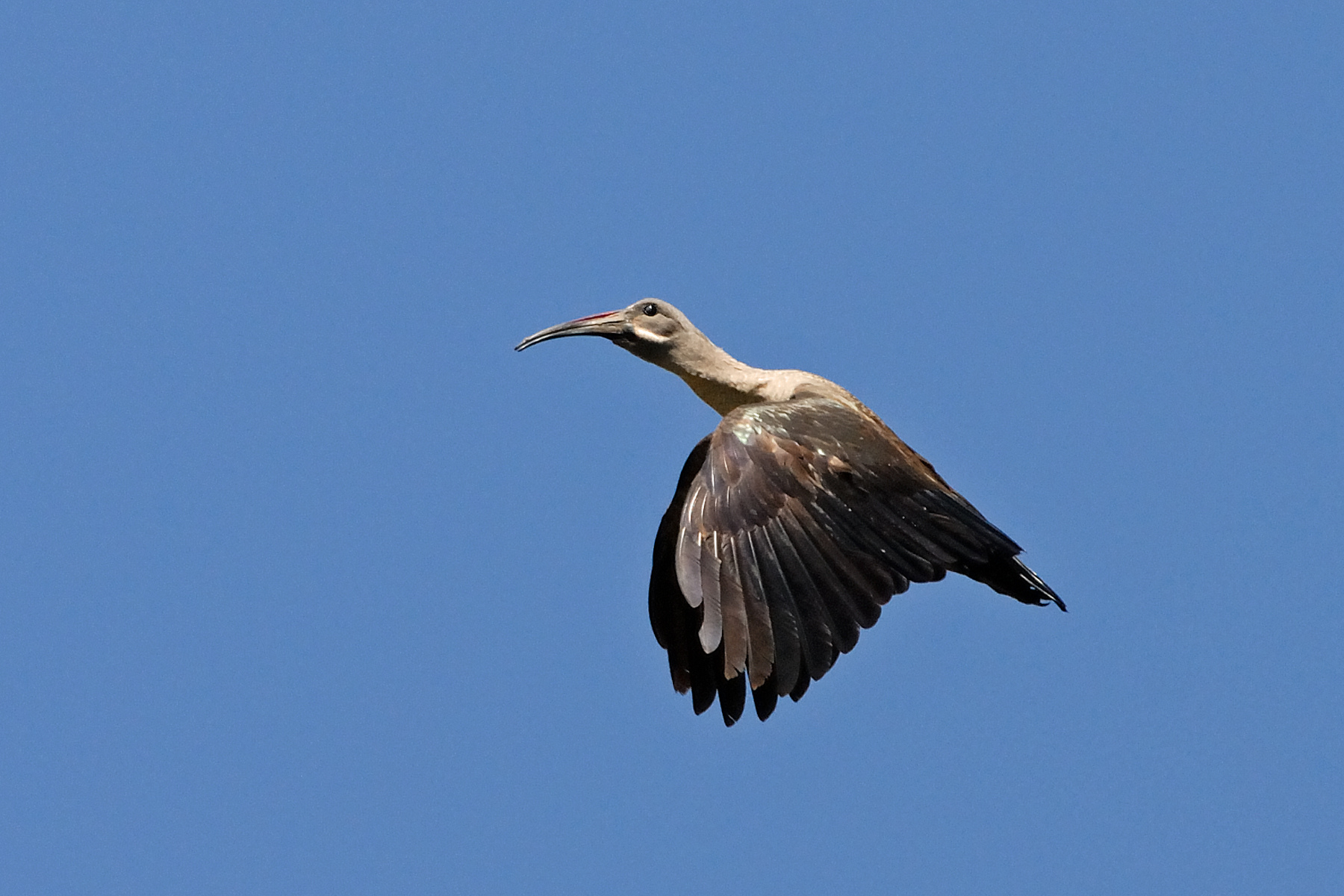
أبو منجل الحدادة طائر